# Charlottenbergs shoppingcenter

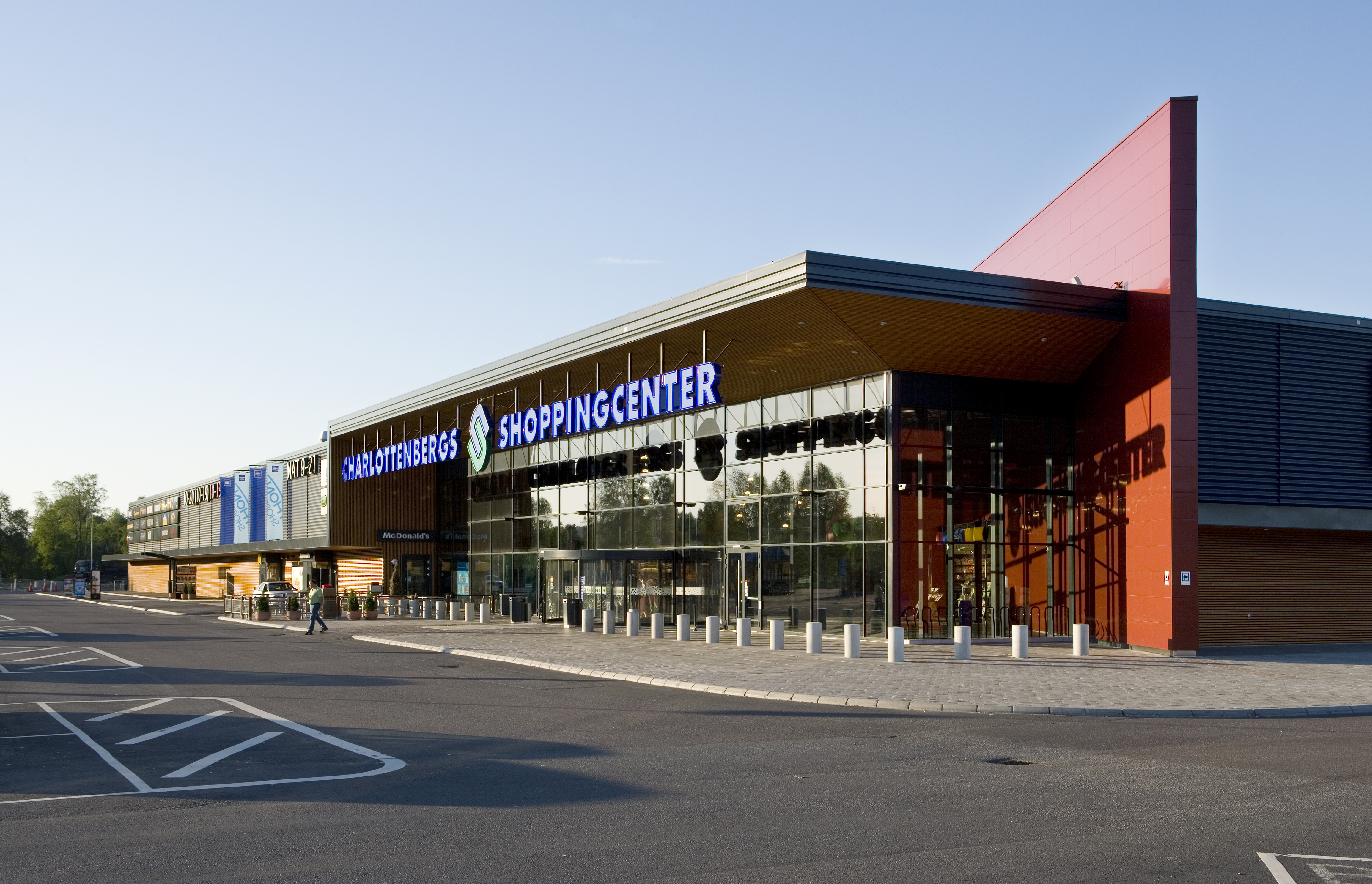

Charlottenbergs Shoppingcenter ligger i Charlottenberg som ligger på den svenska sidan vid gränsen till Norge. Liknande shoppingcenter finns i Töcksfors och Svinesund.
Det har 60 butiker och restauranger med en sammanlagd yta på 37 000 m². Charlottenbergs Shoppingcenter byggdes åren 2005–2006 av den norska miljardären Olav Thon och byggdes ut 2007 samt 2012.
Shoppingcentret ligger på gångavstånd från Charlottenbergs järnvägsstation, men de flesta besökare tar sig dit med bil eller buss.